# Tevetina
La tevetina es un conjunto de glucósidos cardíacos venenosos. Se obtienen sobre todo de las semillas de arbusto o árbol pequeño de las Indias Occidentales (Thevetia neriifolia) de la familia de las adelfas (Apocynaceae). Los productos de hidrólisis incluyen la glucosa, digitalosa y un esterol.

Tevetina A (C 42H 64O 19)
Tevetina B (C
42H
66O
18)